# Xystrocera natalensis
Xystrocera natalensis là một loài bọ cánh cứng trong họ Cerambycidae.